# Pajubá
Pajubá (portugiesische Aussprache: [paʒuˈba]) bezeichnet einen Soziolekt des brasilianischen Portugiesisch, der sich durch ein umfangreiches Vokabular aus westafrikanischen Sprachen (Yorubá/Nago, Umbundu, Kimbundu, Kikongo, Ewe und Fon), dem indigenen Tupi sowie Lehnwörtern aus dem Spanischen, Französischen und Englischen auszeichnet. Der Soziolekt soll von aus Westafrika verschleppten und versklavten Menschen im Kontext der afro-brasilianischen Religion Candomblé entwickelt worden sein. Aufgrund sozialer Nähe und gemeinsamer Erfahrungen gesellschaftlicher Marginalisierung wurde Pajubá auch von Schwarzen trans Frauen und Männern übernommen und in den urbanen Raum, insbesondere in den Kontext informeller Sexarbeit, getragen. Auf diesem Weg kam die urbane, queere Community Brasiliens mit dem Soziolekt in Berührung, eignete ihn sich an und verbreitete ihn weiter. Während der brasilianischen Militärdiktatur (1964–1985), aber auch heute, dient Pajubá als „Geheimsprache“ (Kryptolekt), etwa um sich gegenseitig vor Sicherheitskräften zu warnen.
Pajubá zeichnet sich sowohl durch seine weite Verbreitung in Brasilien als auch durch zahlreiche lokale Varianten aus. Seine Verwendung erfüllt eine identitäts- und gemeinschaftsstiftende Funktion und ist bis heute sowohl im Candomblé als auch in der brasilianischen LGBTQ-Community präsent. Aufgrund seiner vielfältigen regionalen Ausprägungen wird Pajubá gelegentlich als Soziolekt-Familie verstanden; entsprechend wird auch der Begriff „linguagens pajubeyras“ (etwa: „pajubaische Sprachen“) verwendet. Durch zunehmende Präsenz in der brasilianischen Popkultur erfährt Pajubá heute auch verstärkte mediale Aufmerksamkeit – und damit Sichtbarkeit innerhalb der Mehrheitsgesellschaft.

## Geschichte

### Herkunft
Pajubá basiert vermutlich auf verschiedenen westafrikanischen Sprachen wie Yorubá, Umbundu, Kimbundu, Kikongo, Ewe und Fon, die zur Verständigung unter Gläubigen im religiösen Kontext des Candomblé verwendet wurden. Die Mehrheit der Candomblé-Angehörigen besteht bis heute aus Nachkommen von versklavten Menschen, die aus Westafrika nach Brasilien verschleppt wurden. Portugiesische Menschenhändler trennten bewusst Menschen mit derselben Sprache voneinander, um Kommunikation und potenziellen Widerstand zu unterbinden. In dieser mehrsprachigen Umgebung soll Pajubá im Kontext von Candomblé entstanden sein – und wird dort bis heute verwendet.
Candomblé-Tempel galten und gelten weiterhin als Schutzräume für gesellschaftlich marginalisierte Gruppen. Besonders Schwarze trans Frauen und Männer, häufig von Armut betroffen und in der informellen Sexarbeit tätig, sollen den Pajubá aus dem religiösen in den urbanen Kontext überführt und dort zur Kommunikation genutzt haben. Der Anthropologe Peter Fry dokumentierte in den 1970er Jahren in Belém (Bundesstaat Pará), dass schwule Männer verstärkt das religiöse, afro-brasilianische Milieu aufsuchten. Aufgrund gemeinsamer Erfahrungen gesellschaftlicher Ausgrenzung entstanden dort enge Verbindungen. Die breitere LGBTQ-Community eignete sich Pajubá an – insbesondere in der Zeit der Militärdiktatur (1964–1985), aber auch danach –, um sich gegenseitig vor Repressionen durch staatliche Sicherheitskräfte zu warnen.

### Gegenwart
Pajubá ist heute in ganz Brasilien als Soziolekt verbreitet und weist zugleich zahlreiche mikro-lokale Varianten auf. Sowohl Gläubige in den terreiros des Candomblé als auch trans Menschen in der informellen Sexarbeit verwenden ihn – ebenso wie Angehörige der urbanen, weißen Mittelschicht innerhalb der LGBTQ-Community, die bestimmte Begriffe und Ausdrücke übernehmen. Neben seiner Funktion als exklusives Kommunikationsmittel wird auch die identitätsstiftende und gemeinschaftsbildende Wirkung hervorgehoben. Dies zeigt sich etwa darin, dass Pajubá trotz bestehender sozialer Ungleichheit auch von Personen unterschiedlicher sozialer Klassen genutzt wird.
Die Variationen des Pajubá spiegeln sich insbesondere in lokalen, regionalen und sozialen Kontexten wider. Aufgrund des starken Einflusses nicht-portugiesischer Vokabeln weicht der Soziolekt deutlich von der Norm des brasilianischen Portugiesisch ab und ist für Außenstehende oft unverständlich. In Teilen der brasilianischen trans Community ist die Verwendung des Pajubá eng mit expressiver Körpersprache verbunden – einem Element der sogenannten fexação, das darauf abzielt, gesellschaftliche Erwartungen zu unterlaufen und queere Identitäten zu verschleiern oder zu entschärfen. Auch in brasilianischen Gefängnissen wird Pajubá von schwulen und trans Insassen mit besonders stark ausgeprägten Abweichungen in Wortschatz und Syntax verwendet – als Schutz vor Repression durch Mitinsassen und zur gegenseitigen Unterstützung.
Durch die Präsenz von Pajubá-Ausdrücken in der brasilianischen Popkultur, etwa durch die Schwarze trans Sängerin und Schauspielerin Linn da Quebrada, rückte der Soziolekt stärker in den medialen Fokus und erlangte damit größere Aufmerksamkeit in der Mehrheitsgesellschaft. Besonders kontrovers war eine auf Pajubá bezogene Prüfungsfrage in der nationalen Hochschulaufnahmeprüfung (ENEM) im Jahr 2018. Die Frage wurde unter anderem vom damaligen Präsidenten Jair Bolsonaro kritisiert, der forderte, die Prüfung solle sich auf brasilianische Geschichte und Kultur konzentrieren – und nicht auf Aspekte der LGBTQ-Community.
Einige Schwarze brasilianische Aktivistinnen und Aktivisten kritisieren die kulturelle Aneignung des Pajubá durch eine überwiegend urbane, weiße, männlich geprägte LGBTQ-Community sowie die Darstellung des Soziolekts in den Medien als „Sprache von Schwulen und Lesben“.

## Rezeption

### Aurélia
Im Jahr 2006 veröffentlichten der Journalist Vitor Angelo und der Forscher Fred Lib ein Wörterbuch mit dem Titel Aurélia, a dicionária da língua afinada, das rund 1.300 Begriffe und Ausdrücke des Pajubá umfasst. Ein zusätzlicher Abschnitt widmet sich dem Vokabular, das in LGBTQ-Communities anderer portugiesischsprachiger Länder verwendet wird. Bereits im Titel des Wörterbuchs werden Mechanismen des Pajubá deutlich, etwa die Verwendung des femininen Genus für im Standardportugiesischen maskuline Begriffe. Der Name Aurélia spielt zudem auf das in Brasilien bekannte Standardwörterbuch der portugiesischen Sprache „Dicionário Aurélio da Língua Portuguesa“ an, das häufig schlicht als Aurélio oder Aurélião bezeichnet wird.

### Wissenschaft
Auch in der Wissenschaft gewinnt Pajubá zunehmend an Aufmerksamkeit – aus linguistischer, soziologischer und anthropologischer Perspektive. Zentrale Fragestellungen sind unter anderem die Entstehung und Entwicklung des Soziolekts sowie seine Bedeutung für Schwarze Bevölkerungsgruppen in Brasilien. Ebenso wird diskutiert, wie Pajubá sprachwissenschaftlich einzuordnen ist – ob als Dialekt, Soziolekt, Pidgin oder als Form eines Kreols.